# Guy de Toscane
Guy de Toscane (IXe siècle) est le fils d'Adalbert II de Toscane et Berthe.

## Biographie

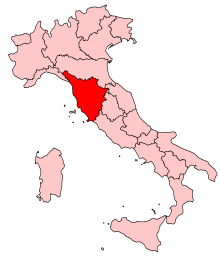
Toscane.

Il succède à son père comme comte et duc de Lucques et de marquis de Toscane en septembre 915, sous la régence de Berthe, par la volonté de l'empereur Bérenger. En 919, sans raison connue, il est retenu prisonnier avec sa mère par l'Empereur à Mantoue. Mais Bérenger, ne pouvant se rendre maître des places de Toscane, les libère. En 925 environ, il épouse la célèbre Marozie, noble romaine toute puissante dans cette ville. Cette même année, il intrigue avec sa mère, son frère Lambert et sa sœur Ermengarde, pour renverser le roi d'Italie Rodolphe II de Bourgogne et le remplacer par son frère utérin Hugues d'Arles. Ils y parviennent en 926. En 928, Guy et Marozie attaquent Rome, se saisissent de l'indocile pape Jean X au Latran, et l'emprisonnent après avoir tué son frère Pierre devant ses yeux. Le pape décède peu après dans sa prison dans des circonstances obscures. Guy meurt à son tour avant 929 sans héritier, et son frère Lambert lui succède.

## Généalogie
Voir aussi généalogie des Carolingiens
```
   ┌─ 
Adalbert
 
I
er
 de Toscane

┌─ 
Adalbert
 
II
 de Toscane
 (v.
875
-† 
915
). 
│  └─ X
│
Guy de Toscane
│
│  ┌─ 
Lothaire
 
II
 de Lotharingie
 (v.
825
-† 
869
). 
└─ 
Berthe
 (?-?). 
   └─ 
Walrade
 (?-?). 
```

```
Guy de Toscane
 ép. 
Marozie
 
I
re
 (cf. 
Théophylactes
)

 │
 ├─Hugues de Vienne (?-?), 
comte de Vienne
. 
 └─
Manassès de Toscane
 (?-?), 
archevêque de Toscane
.
 └─Elgarda de Toscane, femme d'
Alberto di Sarmatorio di Montfalcone
.
```

## Sources
- L'art de vérifier les dates